# Jean-François Jalkh
Jean-François Jalkh (pronúncia em francês: [ʒɑ̃.fʁɑ̃swa ʒalk]; nascido em 23 de maio de 1957) é um político francês que é o actual membro do Parlamento Europeu pela Frente Nacional, em representação da França Oriental.
Ele é conhecido por suas visões de "vieille garde" (velha guarda), relacionadas à plataforma de pré-des-demonização do FN, como chamar o uso de Zyklon B no Holocausto de "tecnicamente impossível".